# Vorbis comment

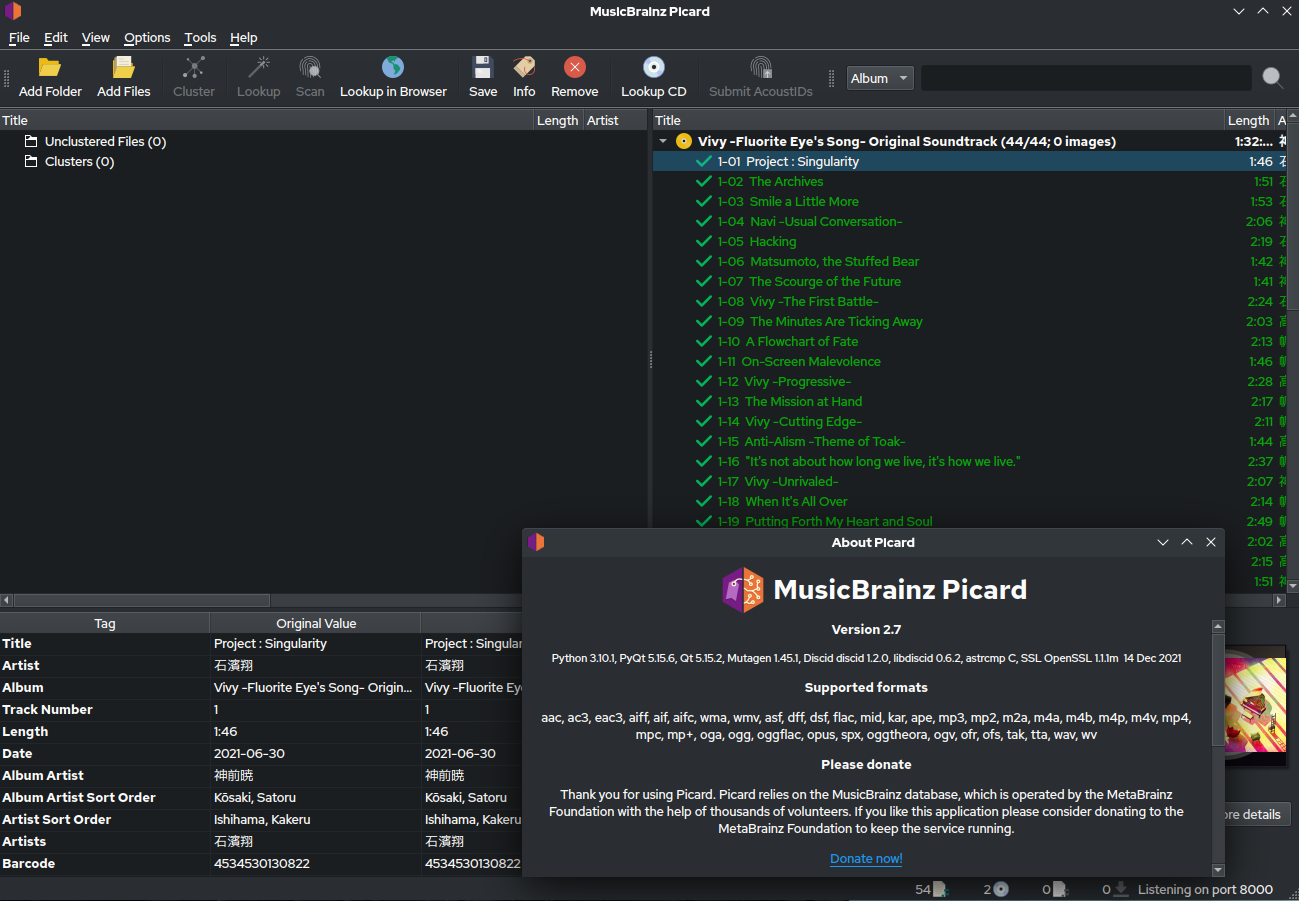
MusicBrainz PicardでVorbis commentを編集中

Vorbis comment (ヴォルビス・コメント) は、Vorbis・FLAC・Theora・Speex・Opusファイルフォーマットで使用されているメタデータコンテナである。これを使用することにより、タイトル・演奏者・アルバム・トラック番号、或いはファイルに関するその他の情報をファイルに追加することができる。しかし、Vorbis仕様書では、"The Vorbis text comment header is the second (of three) header packets that begin a Vorbis bitstream. It is meant for short, text comments, not arbitrary metadata; arbitrary metadata belongs in a separate logical bitstream (usually an XML stream type) that provides greater structure and machine parseability."と述べている。

## 形式
Vorbis commentはフィールド名 = データ部という形式のフィールドの一覧である。フィールド名は0x3D ("=") と0x7E ("~") 以外のASCII印字可能文字によって構成されている。大文字と小文字は区別されないので、artistとARTISTは同じフィールドとなる。フィールドの個数とその長さは、4,294,967,295 (符号なし32ビット整数型の最大値) までに制限されているが、殆どのタグエディタではより厳しい制限を課している。
データ部はUTF-8でエンコードされているので、任意のUnicode文字列を値として使用することができる。
ID3タグとは対象的に、任意のタグ名を使用することができ、データ部の値の形式は定義されていない。フィールド名は複数回使用することができる。2人の歌手がいる場合、ARTIST = artist name 1ARTIST = artist name 2のように2つのタグを使用することが推奨される。
では、TITLEやTRACKNUMBERなどの幾つかのタグ名の例が示されている。殆どのアプリケーションでは、DISCNUMBER・RATING・ReplayGain情報のタグなどをデファクトスタンダードとして対応している。評価は通常、20から100の文字列の値を、1から5の星に変換して表示される。
設計により、Vorbis commentにバイナリデータを格納することはできない。バイナリデータはOggなどのコンテナフォーマットの一部として使用されることを想定しており、追加のバイナリデータはコンテナ内のストリームにエンコードされる。この例外は、カバーアートをVorbis commentに組み込むものである。